# Casa individuală de pe str. Serghei Lazo, 19 (Chișinău)
Casa individuală de pe str. Serghei Lazo, 19 este o clădire amplasată pe str. Serghei Lazo, 19 în Chișinău, Republica Moldova. Este un monument arhitectural de importanță națională inclus în Registrul monumentelor Republicii Moldova ocrotite de stat cu nr. 150 (municipiul Chișinău). Datează de la sf. sec. XIX.